# El Esparragal (Córdoba)
El Esparragal, aldea de Priego de Córdoba, está situada en el sur de la provincia de Córdoba, dentro del parque natural de la Subbética. Al norte está protegida por la sierra de El Esparragal "La Alcaide" que tiene una altura máxima de 1.070 m s. n. m., con apenas vegetación en la cara sur. Al sur tiene dos pequeñas montañas "La Loma" y "La Torrecilla", los antiguos asentamientos están entorno de esta última y tras la cual también se encuentra el río Zagrilla.
Tenía la peculiar forma de una cruz, aunque hoy en día la aparición de nuevas calles han variado un poco esa forma.

## Historia
El Esparragal, cuenta con asentamientos neolíticos, se pueden recoger diferentes utensilios de piedra y sílex, como hachas de piedra, cuchillos, agujas, etc. 
La época árabe fue la que más restos dejó, llegando a tener su propio castillo, ASBARRAGAYRA, enclavado en la actual torre BARCA. En la parte más alta de la Torrecilla, existe un torrejón de vigilancia de la época. Otro se encuentra en el extremo este de la sierra de El Esparragal. 
La época cristiana sumió a El Esparragal en la esclavitud, todas las tierras eran de los señoritos, donde la gente vivió trabajando para el duque de Medinaceli. En los años 1960 sufrió una fuerte emigración quedándose en los actuales 270 habitantes, llegó a tener más de 1200 habitantes.
Tiene su cueva más significante históricamente, la "de los Tejones", pero en los libros, se le cambió el nombre por "Detritus", esta se encuentra en el interior de la Torrecilla por la cara sureste. Por la cara norte están los asentamientos romanos, donde se pueden ver los sillares de las paredes romanas.

## Toponimia
En referencia a su nombre, se dice que procede del nombre árabe "Asbarragayra", otros dicen que por su gran abundancia de espárragos en la época de lluvias (tanto "trigueros" como "de piedra").